# Schloss Dornhofen
Schloss Dornhofen är ett slott i Österrike.   Det ligger i distriktet Graz-Umgebung och förbundslandet Steiermark, i den östra delen av landet, 130 km sydväst om huvudstaden Wien. Schloss Dornhofen ligger 495 meter över havet.
Terrängen runt Schloss Dornhofen är platt åt sydost, men åt nordväst är den kuperad. Runt Schloss Dornhofen är det ganska tätbefolkat, med 108 invånare per kvadratkilometer.. Närmaste större samhälle är Graz, 10,6 km sydväst om Schloss Dornhofen. 
I omgivningarna runt Schloss Dornhofen växer i huvudsak blandskog.